# Afanasijs Kuzmins
Afanasijs Kuzmins (né le 22 mars 1947 à Krivošejeva) est un tireur letton.

## Carrière
Il a remporté deux médailles olympiques au tir au pistolet à 25 m, en or aux Jeux de 1988 pour l'URSS et l'argent à ceux de 1992 pour la Lettonie. Il a également remporté le Championnat du monde 1986 en 25 m pistolet standard. Il a participé aux Jeux olympiques d'été de 2004 et, en recevant une wild card, a participé également aux Jeux olympiques d'été de 2008. À l'âge de 61 Kuzmins terminé 13e au classement général lors de sa huitième apparition olympique. Aucun autre tireur a pris part à huit Jeux olympiques; plusieurs ont fait leur apparition à sept Jeux olympiques. Âgé de 65 ans, il a participé à ses neuvièmes Jeux olympiques en 2012 à Londres, se classant dix-septième.

## Olympic results
| Résultats aux Jeux olympiques | Résultats aux Jeux olympiques | Résultats aux Jeux olympiques | Résultats aux Jeux olympiques | Résultats aux Jeux olympiques | Résultats aux Jeux olympiques | Résultats aux Jeux olympiques | Résultats aux Jeux olympiques | Résultats aux Jeux olympiques | Résultats aux Jeux olympiques |
| Édition                       | 1976                          | 1980                          | 1988                          | 1992                          | 1996                          | 2000                          | 2004                          | 2008                          | 2012                          |
| ----------------------------- | ----------------------------- | ----------------------------- | ----------------------------- | ----------------------------- | ----------------------------- | ----------------------------- | ----------------------------- | ----------------------------- | ----------------------------- |
| pistolet 25 m                 | 4e 595                        | 6e 595                        | Or · 598+100                  | Argent · 590+195+97           | 10e 585                       | 8e 585                        | 14e 574                       | 13e 565                       | 17e 569                       |
| pistolet à air comprimé 10 m  | -                             | -                             | -                             | -                             | 29th 574                      | -                             | -                             | -                             | -                             |

## Source
- (en) Cet article est partiellement ou en totalité issu de l’article de Wikipédia en anglais intitulé « Afanasijs Kuzmins » (voir la liste des auteurs).